# Ferney (Dakota del Sud)
Ferney è una comunità non incorporata e census-designated place degli Stati Uniti d'America della contea di Brown nello Stato del Dakota del Sud. La popolazione era di 43 persone al censimento del 2010.

## Storia
Ferney venne progettata e pianificata nel 1886 da W. H. Ferney, e prende il nome da lui. Secondo un'altra tradizione, il nome è un trasferimento da Ferney, in Francia. Un ufficio postale fu creato a Ferney nel 1887, e rimase in funzione fino al 1984.